# Naoki Matsuyo
Naoki Matsuyo (jap. 松代 直樹 Matsuyo Naoki; ur. 9 kwietnia 1974) – japoński piłkarz występujący na pozycji bramkarza.

## Kariera klubowa
Od 1997 do 2009 roku występował w klubie Gamba Osaka.